# Donte Jackson
Donte Jackson (Nueva Orleans, Luisiana, 8 de noviembre de 1995) es un jugador profesional estadounidense de fútbol americano que se desempeña en la posición de cornerback en Los Angeles Chargers, equipo de la National Football League (NFL).

## Carrera
Fue seleccionado en la segunda ronda en la Reunión Anual de Selección de Jugadores de la NFL de 2018. Hizo su debut profesional con el equipo Carolina Panthers, donde jugó seis temporadas, en 2024 pasó a Pittsburgh Steelers.